# Teodón II de Baviera

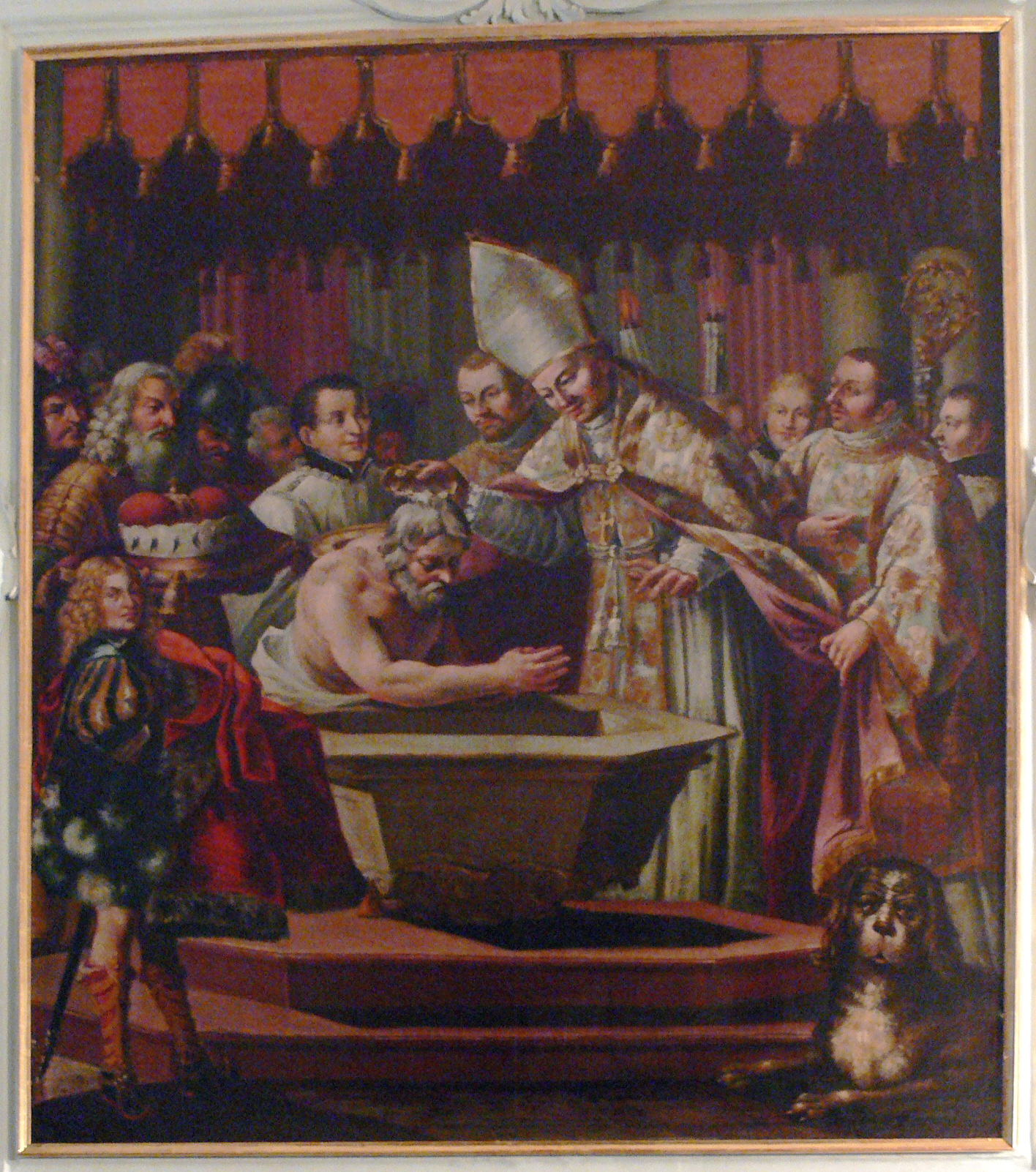
Bautismo de Teodón por Roberto de Salzburgo

Teodón II de Baviera (c.625-11 de diciembre de 716) fue Duque de Baviera de la Dinastía Agilolfinga desde 670 o más probablemente desde 680 hasta su muerte.
Es con Teodón II que comienza la historia documentada de Baviera. Reforzó la nación internamente y en sus fronteras. De acuerdo con el obispo Arbeo de Frisinga, fue un líder de gran poder que estableció sus dominios más allá de los confines de Baviera. Existen muchas imprecisiones acerca de sus predecesores, su madre era probablemente Fara.
Teodón fijó la capital en Ratisbona, se casó con Folcaida, una aristócrata alamana, para construir también en Suabia una red diplomática fuerte. Intervino en problemas exteriores, acogiendo a los fugitivos lombardos Ansprando y Liutprando, pretendientes de la Corona Férrea. Liutprando se casó posteriormente con la hija de Teodón, Guntruda. Teodón además tuvo que defender el ducado de la invasión de los ávaros.
Fue protector de cuatro grandes misioneros en Baviera: Ruperto de Salzburgo, Erardo de Ratisbona, Emerano de Ratisbona y probablemente también Corbiniano de Frisinga. Fue el primero en hacer proyectos para la iglesia bávara, animando la evangelización del territorio con una férrea alianza con la política papal. Fue el primer duque bávaro en visitar Roma y en ser recibido por el papa Gregorio II. Las diócesis fueron distribuidas entre las principales ciudades, que asimismo servían como sedes ducales: Ratisbona, Salzburgo, Frisinga y Passau. 
Dos de sus hijos estuvieron implicados en la muerte de San Emerano. Su hija, Uta, estaba embarazada de su amante y temiendo la ira del padre, la hija confesó todo a San Emerano con la esperanza de salvar su alma y vida. El santo partió al poco tiempo a Roma, cuando Landperto, hermano de Uta, le cortó el paso saludándolo con la frase: "Aie, episcope et gener noster!" (Ave, obispo y sangre nuestra). Pensando que había sido él quien había seducido y embarazado a la muchacha, lo asesinó y despedazó. Teodón, al enterarse, conmovido por la pena transportó los restos del santo a Ratisbona. No se vuelve a saber ni de Uta ni de Landperto.

## Sucesiones
Muchos historiadores han establecido una división entre Teodón I (regente alrededor de 680) y Teodón II. Teodón I parece ser correcto si se consideran las vivencias de San Emerano, Uta y Landperto, mientras que Teodoro II es asociado a San Corbiniano y San Roberto. Ni siquiera los documentos de la época hacen distinción entre uno y otro regente, por lo que no es seguro a quién corresponde cada historia.
Para complicar un poco más el asunto, la tradición bávara nombra a Teodón I y Teodón II como Teodón IV y Teodón V, respectivamente, para diferenciarlos de los antepasados y protagonistas legendarios Teodón I, Teodón II y Teodón III que habrían gobernado antes del año 550.

## Matrimonio e hijos
Teodón II se casó con Regintruda de Austrasia, hija de Dagoberto I, con quien tuvo los siguientes hijos:
- Teodeberto
- Teobaldo
- Tasilón
- Grimaldo
- Una hija de quien no se conoce el nombre.

Teodón fue sucedido al parecer por sus cuatro hijos, quienes dividieron el ducado el año 715.
Alrededor de 702 Teodeberto gobernaba Salzburgo, y de 711 a 712 Teobaldo fue corregente. Es imposible establecer si esta división fue una separación territorial o si se trataba de una corregencia. De haber sido así, la capital de Teodeberto fue probablemente Salzburgo. Sin embargo, referencias de la Vita Corbiniani del obispo Arbeo de Frisinga informan que la sede era de Grimaldo. Otras referencias apuntan que Teobaldo tenía su capital en Ratisbona y Tasilón en Passau.
| Predecesor: Desconocidos hasta Garibaldo II | Duque de Baviera 680 – 716 | Sucesor: Teodeberto I, Teobaldo I, Tasilón II y Grimaldo I. |

- Datos: Q656226
- Multimedia: Theodo II, Duke of Bavaria / Q656226